# Ullevi, Nyköping
Ullevi är en by på en moränhöjd strax öster om Nyköping invid Idbäcken.
Av namnet att döma har här funnits en kultplats tillägnad Uller. Bredvid bebyggelsen på en höjd ligger ett gravfält från yngre järnålder. I dokument omtalas Ullevi första gången 1330 då borgaren i Nyköping Önd Hade donerade 9 penningland i Ullevi ("Vllawi") till Julita kloster, 1366 var Peter i Ullevi faste vid Jönåkers häradsting och 1496 Eskil i Ullevi vid samma häradsting. Under 1500-talet bestod Ullevi av två mantal kronojord om 6 öresland vardera, den ena hade skattereduktion då det var länsmannens gård. Den nuvarande bebyggelsen består av två gårdar, huvudsakligen med bebyggelse från 1800-talet. Den östra gården, länsmansgården har en bevarad, på gammalt vis kringbyggd gårdsplan.

## Historiska bilder

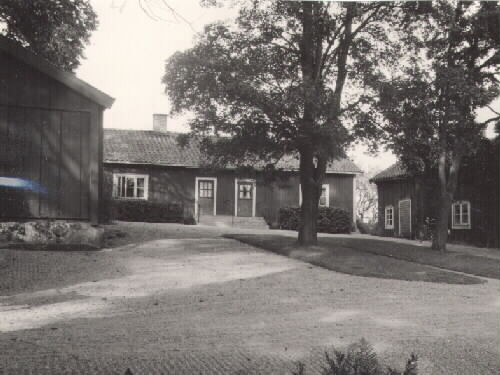
Arbetarbostad 1948.
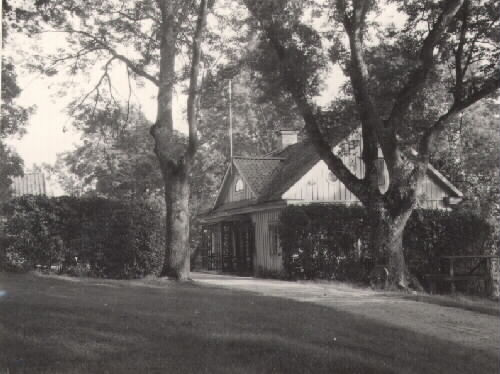
Manbyggnad 1948.
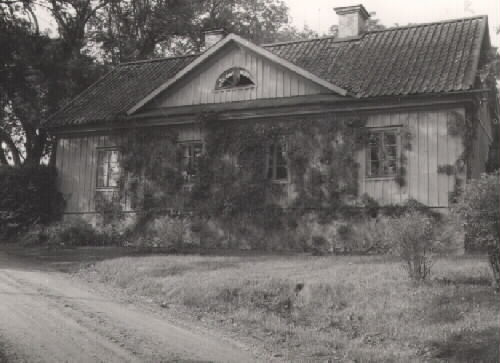
Manbyggnad 1948.